# Megafreya sutrix
Megafreya sutrix es una especie de arañas de la familia Salticidae, comúnmente denominadas araña saltadora gigante sudamericana ; es la única especie del género Megafreya, habiendo sido transferida desde el género Euophrys en 2015. Está ampliamente distribuida en América del Sur.

## Etimología
El género deriva del prefijo griego mega que significa grande, y  Freya, diosa nórdica de la fertilidad. El epíteto específico sutrix proviene del latín y significa costurera o zapatera.

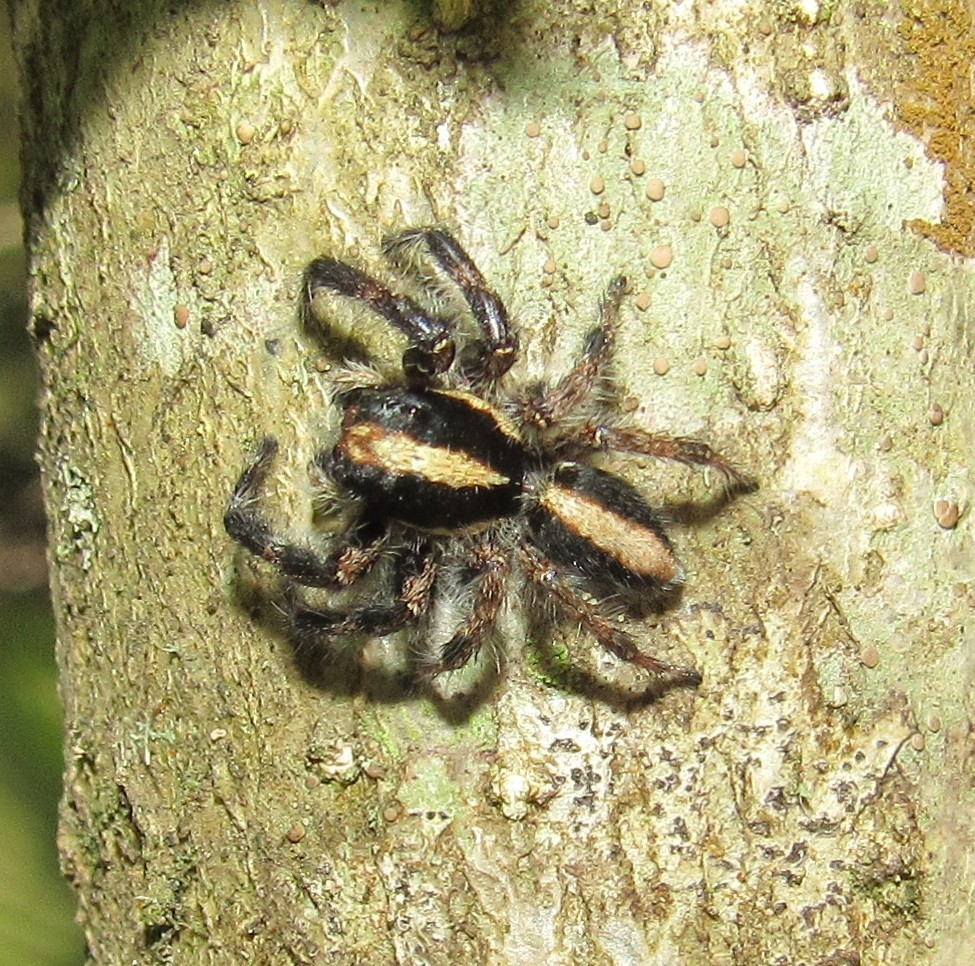
Araña saltadora Megafreya sutrix, vista dorsal

## Nombre común
Araña saltadora gigante sudamericana , es una de las especies de la familia Salticidae.

## Características
Al igual que otras arañas saltícidas, tienen un par de ojos mucho más desarrollados en la parte anterior del prosoma, y son muy sensibles a los estímulos visuales; son cazadoras activas y diurnas, capaces de dar grandes saltos. Megafreya sutrix es una especie particularmente "peluda": sus patas están cubiertas por densas setas denominadas pelos.
En esta especie existe bastante variación en tamaño; es una de las especies más grandes de la subfamilia Freyinae, pudiendo superar 1 cm de largo corporal, pero algunos individuos adultos alcanzan solamente 5 mm de largo.
El dimorfismo sexual se hace evidente no solamente por el desarrollo de los pedipalpos en los machos, sino también porque estos últimos presentan coloración más oscura y mayor pilosidad en las patas I y II que las hembras.
No es una especie peligrosa para el ser humano.

## Comportamiento
Hacen nidos o capullos en hojas plegadas a lo largo. El desarrollo del primer estadio ocurre dentro del capullo hecho por la hembra, hasta producirse la primera muda o ecdisis. La ninfa que emerge del capullo es la etapa dispersante, que buscará un hábitat adecuado para su vida adulta. Las ninfas construyen capullos de refugio, que en los primeros estadios ninfales tienen forma de tubo con aberturas en cada extremo, y en estadios más avanzados toman a veces forma triangular con una tercera abertura que pueden usar para huir si son molestadas.
En el cortejo probablemente intervengan señales químicas liberadas por las hembras desde el interior de sus refugios, mediante las cuales atraen a los machos; esto se ve complementado con señales visuales (movimientos) entre ambos individuos, en particular una "danza en zigzag" por parte del macho.
La hembra fecundada construye un capullo de puesta en el cual se refugia ella junto con los ovisacos y huevos; estos capullos tienen diversas formas incluyendo oval, circular o triangular.

## Distribución
Ampliamente distribuida en el sudeste de América del Sur, donde ocurre asociada con poblaciones humanas; se ha registrado también en Java, donde probablemente fue llevada accidentalmente por actividad humana.

## Ecología
Se encuentran con cierta abundancia en bosques secundarios y son muy frecuentes en ambientes urbanos y suburbanos; son una de las especies más comunes en Buenos Aires, Argentina.
Esta especie es depredadora y ha sido estudiada como control biológico de la mosca tefrítida Anastrepha fraterculus.